# Ipnopidae
Famille
Les poissons-tripodes ou ipnopidés (Ipnopidae) forment une famille de poissons des abysses de l'ordre des Aulopiformes.

## Description et caractéristiques
Ce sont de petits poissons minces, avec une longueur maximale allant d'environ 10 à 40 cm. On les trouve dans les eaux tempérées et tropicales profondes de l'Atlantique des océans Indien et Pacifique.
Un certain nombre d'espèces, en particulier dans le genre Bathypterois ont les nageoires pectorales et pelviennes allongés. Dans le cas du poisson trépied, Bathypterois grallator, ses palmes sont trois fois plus longues que le corps - jusqu'à 1 m de longueur - et sont utilisées pour se poser sur le fond marin. Les ipnopidés ont des yeux minuscules ou de très grands yeux (notamment les Ipnops) ; dans les deux cas ils semblent avoir une vision très pauvre et seraient incapables de former une image.

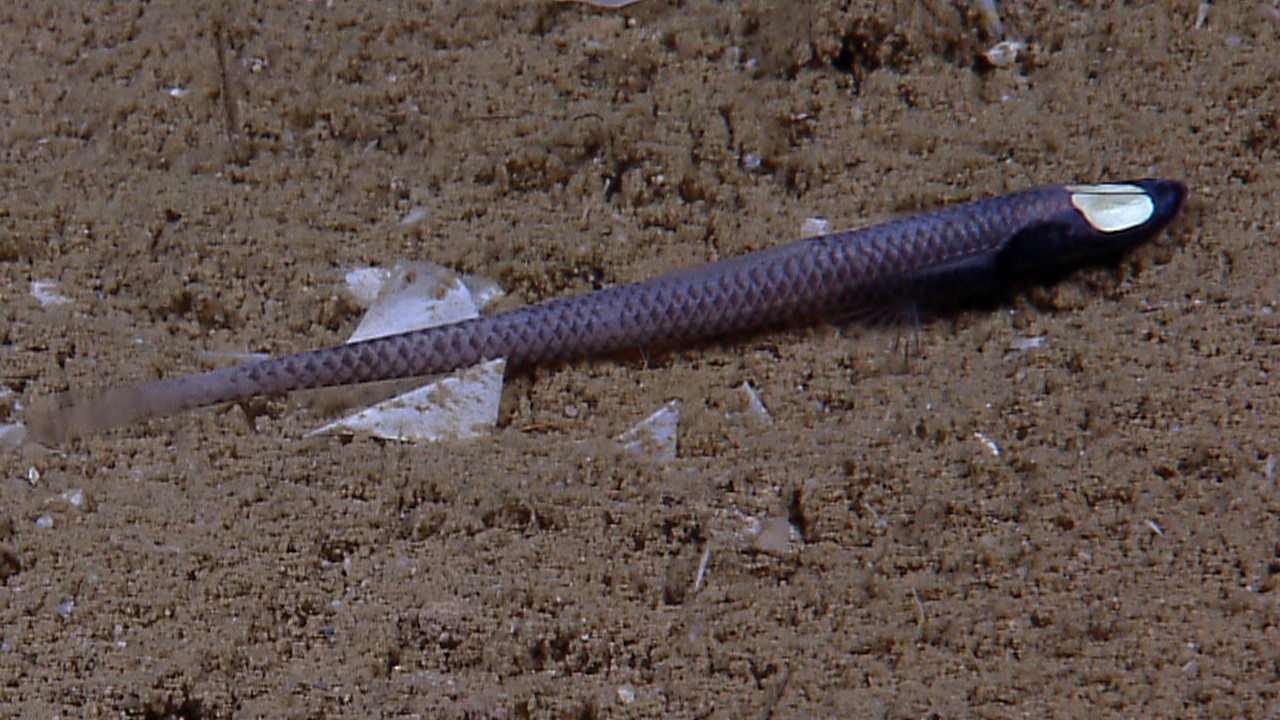
Rare observation d'un Ipnops par l'expédition abyssale Okeanos Explorer en 2012.
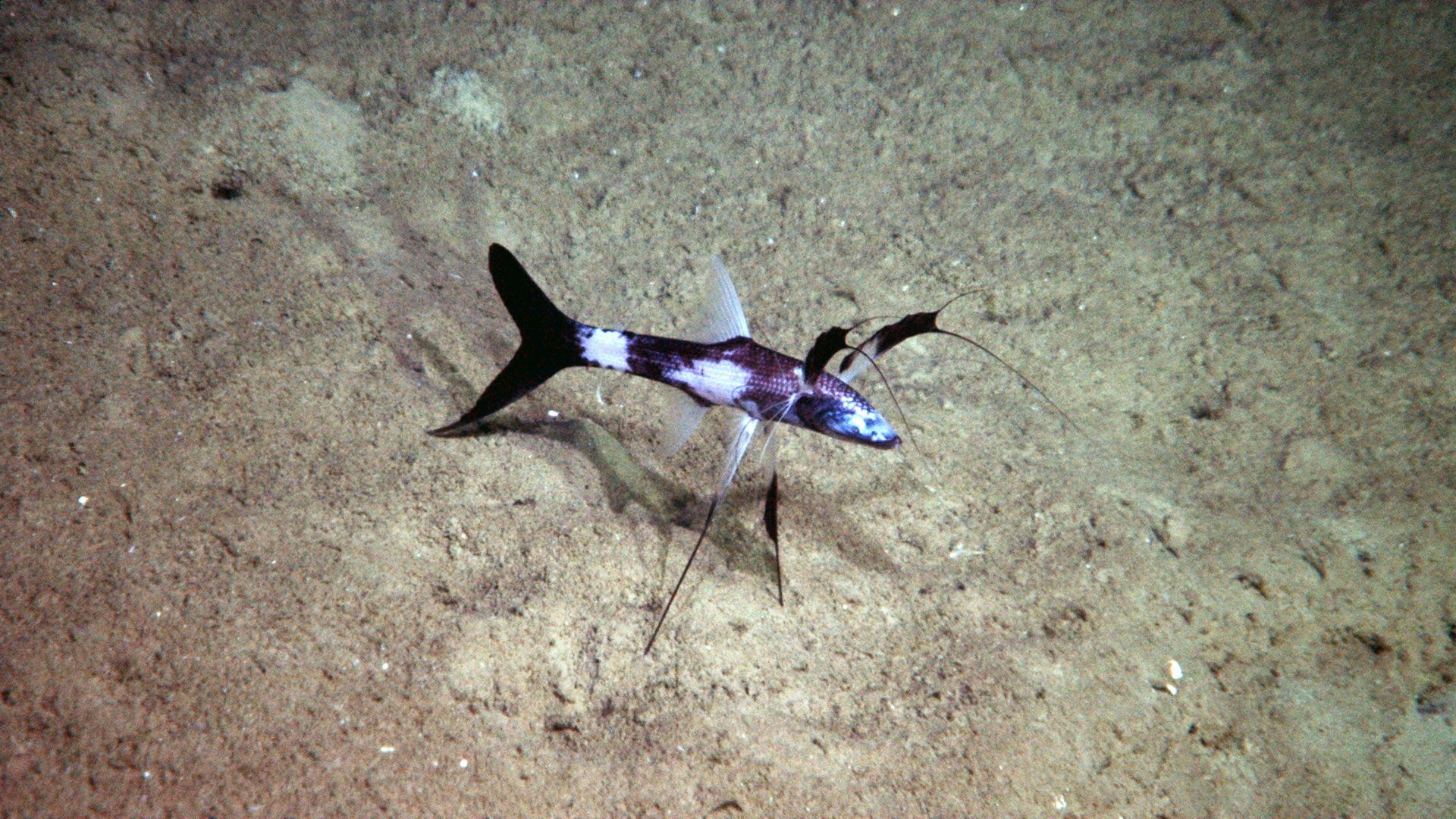
« Poisson-trépied » (peut-être un Bathypterois) observé in situ

## Espèces
Il y a 30 espèces dans 5 genres :
- Genre Bathymicrops Hjort & Koefoed, 1912
  - Bathymicrops belyaninae Nielsen & Merrett, 1992.
  - Bathymicrops brevianalis Nielsen, 1966.
  - Bathymicrops multispinis Nielsen & Merrett, 1992.
  - Bathymicrops regis Hjort & Koefoed, 1912.
- Genre Bathypterois Günther, 1878
  - Bathypterois andriashevi Sulak & Shcherbachev, 1988.
  - Bathypterois atricolor Alcock, 1896.
  - Bathypterois bigelowi Mead, 1958.
  - Bathypterois dubius Vaillant, 1888.
  - Bathypterois filiferus Gilchrist, 1906.
  - Bathypterois grallator (Goode & Bean, 1886). Bathypterois grallator

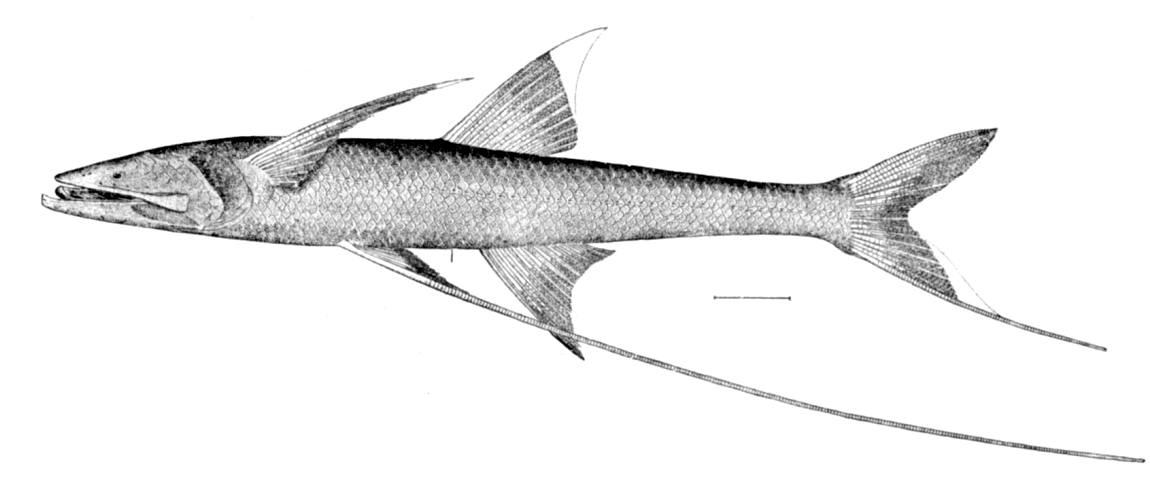
Bathypterois grallator

  - Bathypterois guentheri Alcock, 1889.
  - Bathypterois insularum Alcock, 1892.
  - Bathypterois longicauda Günther, 1878.
  - Bathypterois longifilis Günther, 1878.
  - Bathypterois longipes Günther, 1878. Bathypterois longipes
  - Bathypterois oddi Sulak, 1977.

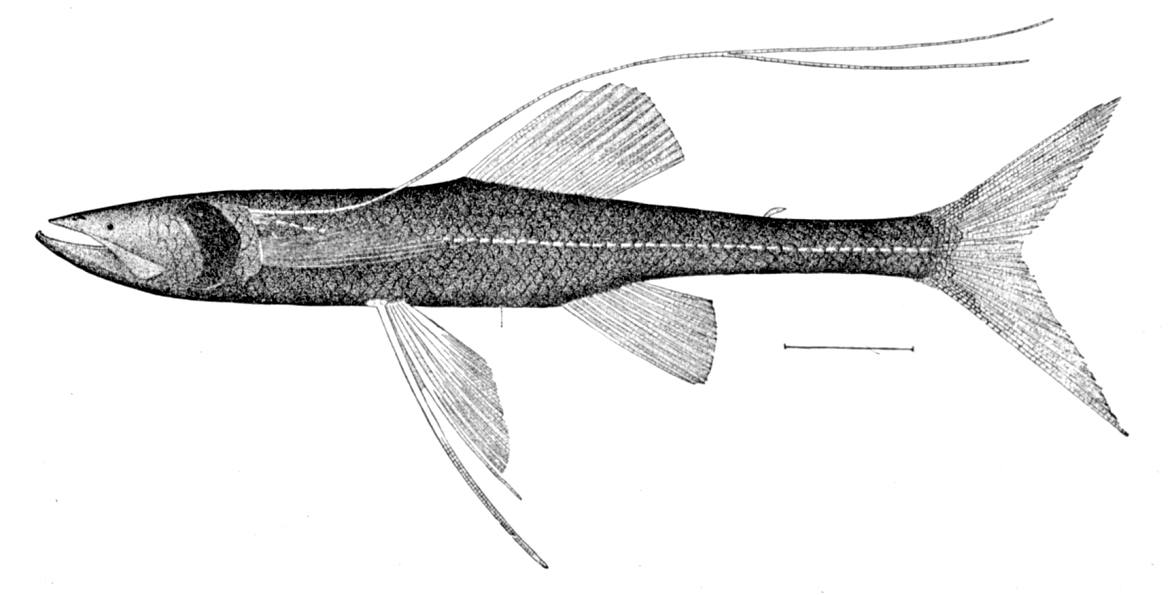
Bathypterois longipes

  - Bathypterois parini Shcherbachev & Sulak, 1988.
  - Bathypterois pectinatus Mead, 1959.
  - Bathypterois perceptor Sulak, 1977.
  - Bathypterois phenax Parr, 1928.
  - Bathypterois quadrifilis Günther, 1878.Bathypterois quadrifilis

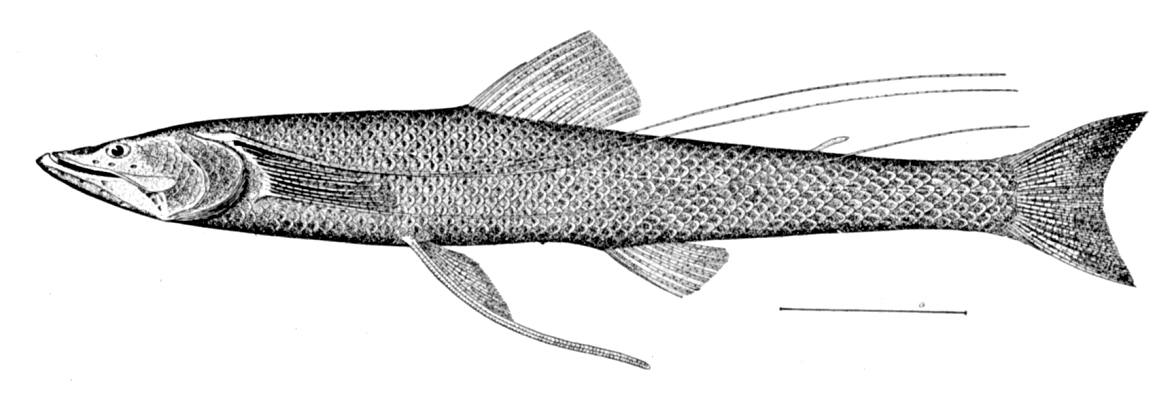
Bathypterois quadrifilis

  - Bathypterois ventralis Garman, 1899.
  - Bathypterois viridensis (Roule, 1916).
- Genre Bathysauropsis Regan, 1911
  - Bathysauropsis gracilis (Günther, 1878).
  - Bathysauropsis malayanus (Fowler, 1938).
- Genre Bathytyphlops Nybelin, 1957
  - Bathytyphlops marionae Mead, 1958.
  - Bathytyphlops sewelli (Norman, 1939).

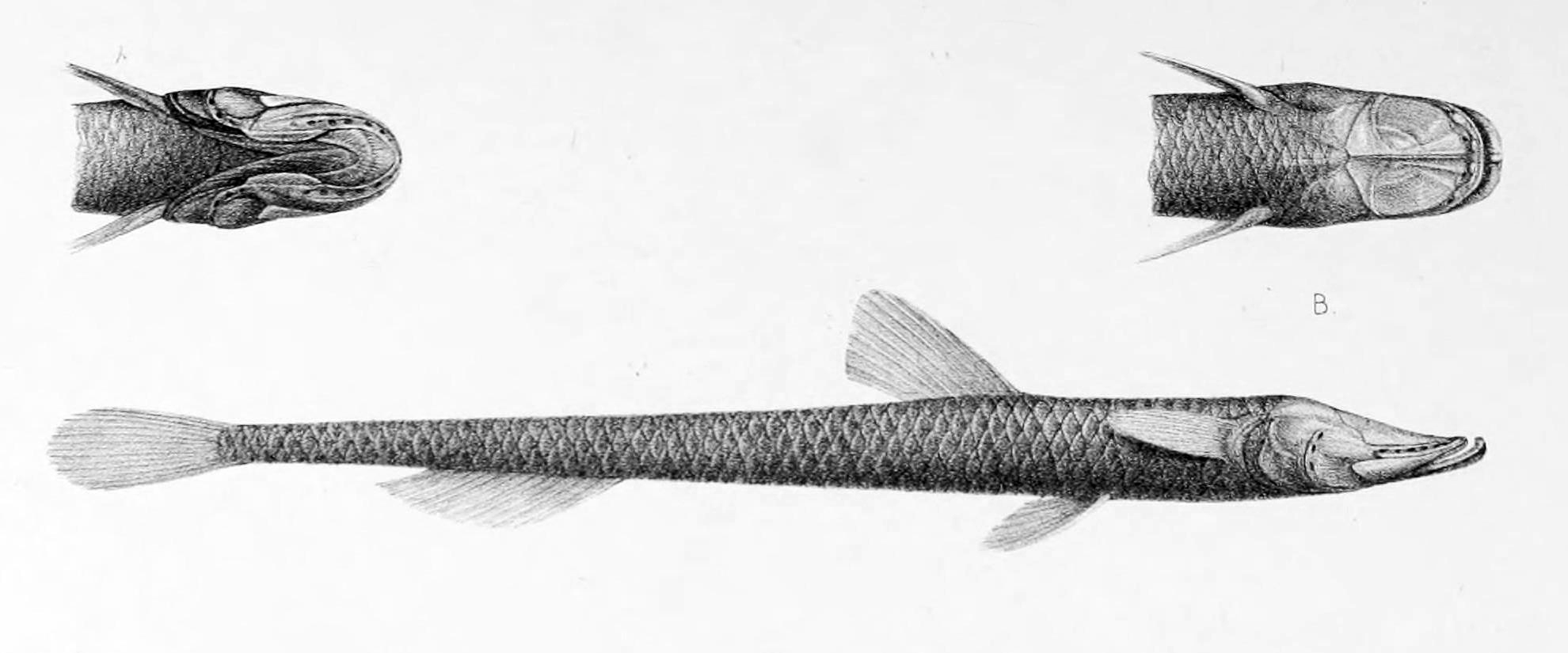
Ipnops murrayi

- Genre Ipnops Günther, 1878
  - Ipnops agassizii Garman, 1899.
  - Ipnops meadi Nielsen, 1966.
  - Ipnops murrayi Günther, 1878.